# Przecinek (znak diakrytyczny)
Przecinek jako znak diakrytyczny jest używany w alfabecie rumuńskim w połączeniu z literami S i T (Ș, Ț).
W języku łotewskim litery g, k, l, n (historycznie również r) pisane są również z przecinkiem poniżej znaku. Przez standard Unikod określane są jednak jako G, K, L, N, R z cedyllą. Związane to jest z ustaleniem nazwy w 1992 roku. Z punktu widzenia typograficznego są to jednak litery z przecinkiem.
Również w języku liwskim występują litery D, L, N, R, T z przecinkiem określane jako D, L, N, R z cedyllą. Problem jest tu jednak bardziej teoretyczny, gdyż tym językiem posługuje się zaledwie kilkaset osób na Łotwie. 
Podobny znak to cedylla, używany często w języku rumuńskim zamiast właściwego znaku diakrytycznego. 
W wielu językach - azerskim, baskijskim, francuskim, kurdyjskim, katalońskim, luksembuskim, portugalskim, tureckim, turkmeńskim) występuje Ç, ç (C z cedyllą), a w językach: azerskim, turkmeńskim, kurdyjskim, tureckim i tatarskim - Ş, ş (S z cedyllą).
Litery ą, ę, į, ų, ǫ są to natomiast a, e, i, u, o z ogonkiem.
W Unikodzie przecinek diakrytyczny występuje w wersji:
| Znak | Unikod | Kod HTML            | Nazwa unikodowa       | Nazwa polska             |
| ---- | ------ | ------------------- | --------------------- | ------------------------ |
| ̦     | U+0326 | &#x0326; lub &#806; | COMBINING COMMA BELOW | przecinek dostawny dolny |